# Kinyongia gyrolepis
Kinyongia gyrolepis — вид ігуаноподібних ящірок родини хамелеонових (Chamaeleonidae). Ендемік Демократичної Республіки Конго.

## Поширення і екологія
Kinyongia gyrolepis мешкають на плато Ленду, розташованому на західному березі озера Альберт на північному заході ДР Конго. Вони живуть у вискогірних мозаїчних чагарникових заростях та в залишках гірських тропічних лісів.